# Minolta 9000

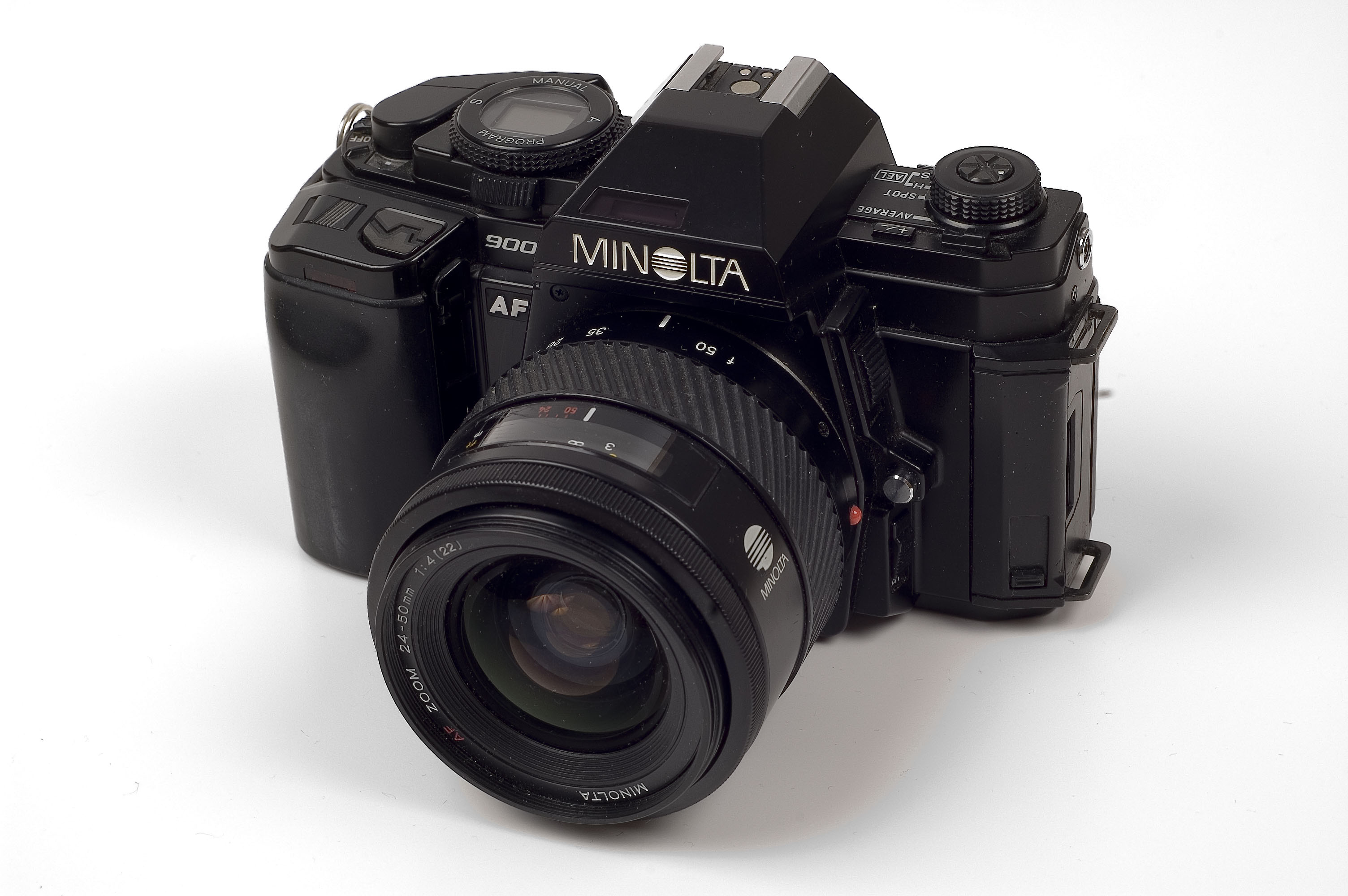
Minolta 9000

Minolta 9000 AF (w USA Minolta Maxxum 9000) – analogowa profesjonalna lustrzanka 35mm, korzystająca z automatyki ostrości silnika AF w korpusie. Zastosowano w niej nowatorski na tamte czasy bagnet Minolta AF. Została zaprezentowana w 1985 roku. Minolta 9000 została wyposażona w czujnik autofokusa. Osiągała szybkość pięciu klatek na sekundę (z dołączanym motorem MD-90). Prędkość migawki wynosiła od 1/4000 do 30 sekund. Aparat umożliwiał kompensację ekspozycji od +4 EV do -4 EV ze skokiem 0,5.